# Colomers de Castellbò
Els Colomers de Castellbò són tres torres romàniques en el poble de Castellbò, del municipi de Montferrer i Castellbò (Alt Urgell), declarades bé cultural d'interès nacional. Es coneixen popularment com el colomer de cal Gració (a l'est), el colomer del Tema (al nord) i el colomer del Paraire (a ponent).

## Descripció
Són les restes de tres antics colomers situats a cada extrem de la vila. Les torres són de planta quadrada construïdes de pedra llicorella del país sense desbastar i unides amb fang. Tant la coberta com la part alta de la torre han desaparegut. L'interior és ple de petites cel-les destinades a la nidificació dels coloms.

## Història
És habitual atribuir l'existència de colomers a Castellbò en època medieval, tot i que no es coneix cap constància documental que ho corrobori. Sembla que, en determinades circumstàncies, els colomers van alternar la seva comesa amb una funció de guaita i de defensa de la vila.